# Велика Хубајница
Велика Хубајница (словен. Velika Hubajnica) је насељено место у општини Севница, Посавска регија, Словенија.

## Историја
До територијалне реорганизације у Словенији била је у саставу старе општине Севница.

## Становништво
У попису становништва из 2011. године, Велика Хубајница је имала 25 становника.
| Број становника према пописима | Број становника према пописима | Број становника према пописима |
| ------------------------------ | ------------------------------ | ------------------------------ |
| 1991                           | 2002                           | 2011                           |
| 25                             | 30                             | 25                             |

Напомена: Године 2009. извршена је мања размена територије између насеља Велика Хубајница и Осредек при Хубајници.